# Transverse Ranges
Transverse Ranges – grupa pasm górskich w południowej Kalifornii w Stanach Zjednoczonych wchodzących w skład Gór Nadbrzeżnych, ciągnących się wzdłuż wybrzeża Oceanu Spokojnego od Alaski do środkowego Meksyku.
Transverse Ranges rozpoczynają się na południowym krańcu kalifornijskich Gór Nadbrzeżnych i leżą pomiędzy hrabstwami Santa Barbara i San Diego.
Nazwa pasma pochodzi od jego poprzecznego położenia względem większości kalifornijskich gór leżących w kierunkach N-S.

## Pasma górskie
Pasma górskie przekraczające 1400 m
- Santa Ynez Mountains
- San Rafael Mountains
- Pine Mountain Ridge
- Topatopa Mountains
- San Emigdio Mountains
- Tehachapi Mountains
- Sierra Pelona Mountains
- San Gabriel Mountains
- San Bernardino Mountains
- Little San Bernardino Mountains

Mniejsze pasma górskie i wzgórza
- Santa Monica Mountains
- Santa Susana Mountains
- Simi Hills
- Chalk Hills
- San Rafael Hills
- Puente Hills
- San Jose Hills
- Shandin Hills

## Główne szczyty
- San Gorgonio Mountain (3506 m) – San Bernardino Mountains.
- Anderson Peak (3300 m) – San Bernardino Mountains.
- Mount San Antonio (Old Baldy) (3069 m) – San Gabriel Mountains.
- Sugarloaf Mountain (3033 m) – San Bernardino Mountains.
- Mount Baden-Powell (2867 m) – San Gabriel Mountains.
- Galena Peak (2842 m) – San Bernardino Mountains.
- Throop Peak (2786 m) – San Gabriel Mountains.
- Telegraph Peak (2739 m) – San Gabriel Mountains.
- Cucamonga Peak (2701 m) – San Gabriel Mountains.
- Mount Pinos (2697 m) – San Emigdio Mountains.
- Ontario Peak (2650 m) – San Gabriel Mountains.
- Delamar Mountain (2561 m) – San Bernardino Mountains.
- Cerro Noroeste (2520 m) – San Emigdio Mountains.
- Gold Mountain (2511 m) – San Bernardino Mountains.
- Bertha Peak (2501 m) – San Bernardino Mountains.
- Frazier Mountain (2444 m) – San Emigdio Mountains.
- Iron Mountain (2440 m) – San Gabriel Mountains.
- Reyes Peak (2290 m) – Pine Mountain Ridge.
- Haddock Mountain (2265 m) – Pine Mountain Ridge.
- Big Pine Mountain (2080 m) – San Rafael Mountains.